# Клавдій Гален
Гале́н (грец. Γαληνός), чи Гале́н Перга́мський, часто використовується латинізована форма імені Кла́вдій Гале́н (лат. Claudius Galenus; 129 або 131, Пергам — близько 200) — грецький лікар, хірург і філософ римської доби. Гален вважав, що людський організм складається із щільних і рідких частин, він досліджував організм шляхом спостереження за хворими і розтину трупів. Одним з перших застосував вівісекцію і став основоположником експериментальної медицини. Його основні праці з анатомії: «Анатомічні дослідження», «Про призначення частин людського тіла».

## Життєпис

Pergameni De Hippocratis et Platonis decretis

### Пергамський період
Народився в Пергамі, Мала Азія, важливому культурно-освітньому центрі еллінського світу, який поступався на той час тільки Александрії. Його батько Аелій Нікон був відомим грецьким архітектором, заможним патрицієм, який сам виявляв жвавий інтерес до наук — математики, логіки, астрономії, літератури та філософії. У рідному Пергамі у віці 15 років Гален почав вивчати філософію Платона й Аристотеля, стоїків та епікурейців.
Існує легенда про те, що уві сні до Аелія Нікона прийшов бог Асклепій і наказав відправити сина вивчати медицину.. Відомо, що у віці 16 років Гален розпочав чотирирічні ґрунтовні заняття медициною при місцевому святилищі Асклепія — давньогрецького бога, покровителя цілителів. Серед його наставників були визначні грецькі медики Есхріон Пергамський, Сатир, Фіціан і Стратонік. До пергамського асклепіона зверталось багато римлян, крім того, він слугував притулком багатьом видатним сучасникам, зокрема історику Клавдію Хараксу, оратору Елію Арістиду, софісту Полемону Лаодікейському і консулу Каспію Руфу. Недивно, що вже 150 року Гален написав свій перший власний філософський трактат «Про медичний досвід», він зберігся донині в арабському перекладі.
Пізніше Гален навчався у Смірні, відвідав Коринф, але згодом прибув в Александрію для подальшого вивчення медицини. Особливу увагу приділяв дослідженню будови скелету людського тіла, адже до того часу в Александрії вже близько ста років, від династії Птолемеїв, проводився розтин людських трупів.
У 157 повернувся в Пергам. Працюючи лікарем у школі гладіаторів та атлетів, набув неоціненному досвіду з терапії та хірургії. До того часу відносяться його перші фізіологічні дослідження.
У 159 в ході експериментів на свинях відкрив принцип функціонування нервів, які контролюють голос, вивчав будову і функції м'язів, що контролюють процес дихання.

### Римський період
У 162 відправився працювати в Рим. Здобувши до того часу солідну репутацію, брався за найбезнадійніших пацієнтів, від яких інші лікарі відмовилися. Тут він продовжував проводити розтини та дослідження, мав багато учнів і послідовників. Однак, за чотири роки, він спочатку залишив Рим, аби подорожувати Грецією, а згодом залишився в Пергамі.
У 168 римські гарнізони в Аквілеї охопила епідемія (Чума Антоніна), яку він зрештою описав, імператор терміново викликав Галена. Після повернення до Риму його призначено лікарем імператора Марка Аврелія та його сина Коммода. Наступні шість років, проведені при імператорському дворі, стали найпліднішими для фізіологічних досліджень та їхнього опису у трактатах.
У 180 помер Марк Аврелій, а в 192 його син та наступник Коммод вбитий змовниками. Після цього Гален став особистим лікарем наступного імператора Септимія Севера та його спадкоємця Каракалли, майбутнього імператора. На цій посаді залишався щонайменше до 198 — цим роком датовані його записи про призначене лікування.
Помер близько 200 в Римі. Візантійський словник XI століття Суда наводить рік смерті — 199, хоча праці самого Галена посилаються на події 204 року. Існує версія, що він дожив до 216.
По собі Гален залишив власноруч створений каталог усіх своїх праць. Часто дослідники називають цей каталог першою автобіографією в історії літератури, принаймні першою автобіографією лікаря.

## Світоглядні переконання
Хоча основну увагу у своїх працях Гален приділяв вивченню медицини, анатомії та фізіології, йому належать кілька робіт з логіки і філософії. На його світоглядні переконання вплинули грецькі мислителі-класики Платон і Аристотель, а також філософія стоїцизму. За життя Галена кілька течій існувало й в галузі медицини, основні з них — Емпірики і Раціоналісти (також іноді іменуються Догматиками чи Філософами відповідно), а також Методисти, які являли собою більш помірковану групу. Емпірики підкреслювали важливість фізичної практики та експериментів, або «активного вивчання» медичних дисциплін. У прямій опозиції до емпіриків перебували раціоналісти, які цінували дослідження, присвячене навчанню з метою створення нових теорій. Методисти представляли свого роду золоту середину, вони практикували, головним чином, чисте спостереження, проявляють все більшу зацікавленість у вивченні природного перебігу хвороби, аніж її докладанню із застосуванням лікарських методик та засобів.
Вірив у єдиного Бога-творця, вся його наукова діяльність пройнята усвідомленням божественного початку людини і природи в цілому: Бог створив усе в людині, до найдрібніших дрібниць. Для доведення своєї теорії Гален звертався до людської руки, вважаючи її задуманою і втіленою настільки досконало й ідеально, наскільки це можливо.

## Основні досягнення і теорії

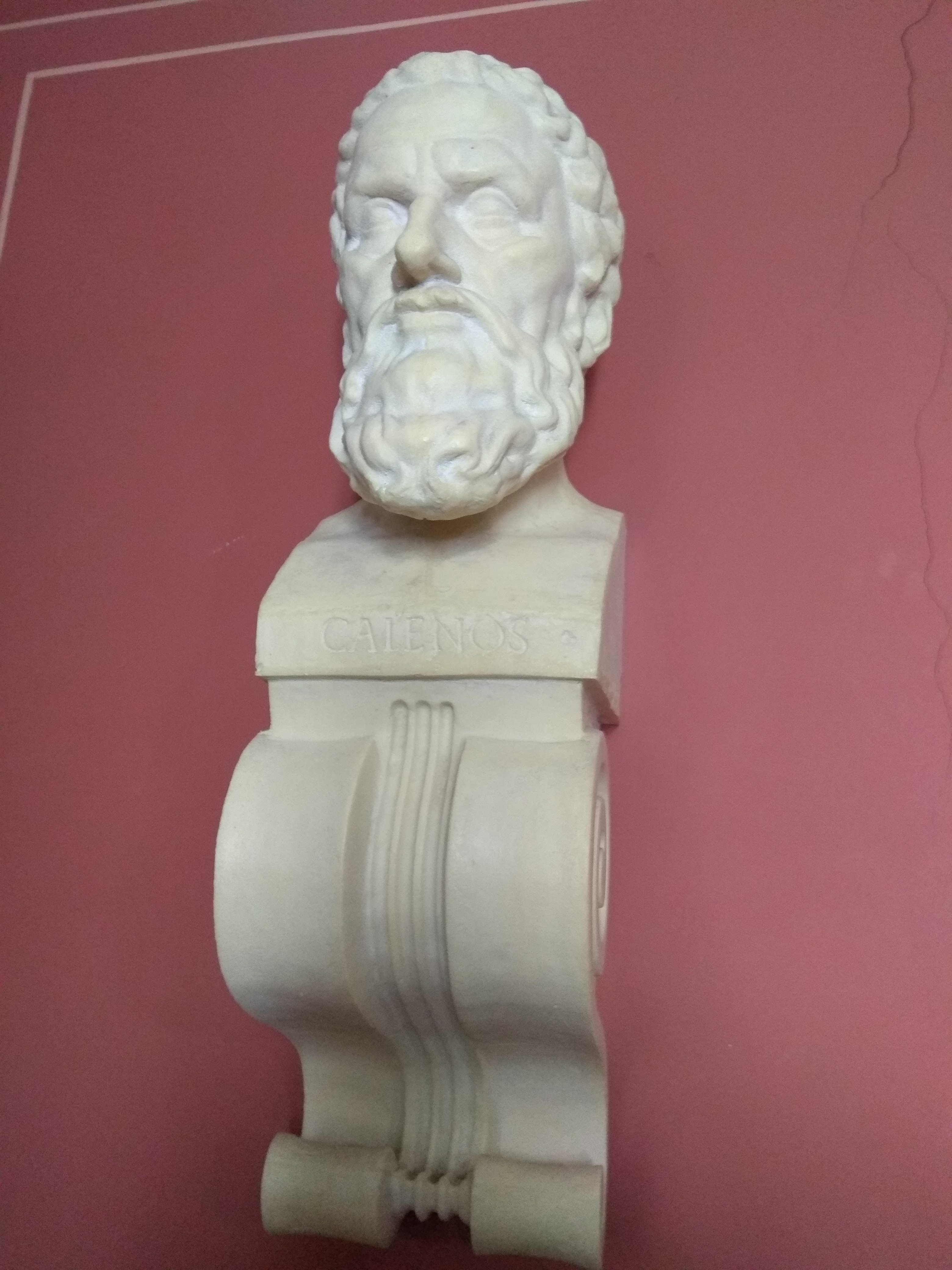
Погруддя Галена в київській аптеці-музеї

Гален зробив суттєвий внесок в розвиток анатомії і фізіології, практикуючи анатомування трупів людей і здійснюючи досліди на тваринах. На відміну від Аристотеля, описував головний мозок як орган зосередження чуттєвості, психічної діяльності та руху. Описав близько 300 м'язів, а також середній мозок, сім пар черепно-мозкових нервів, блукаючий нерв; здійснюючи дослідження з перерізування спинного мозку свиней наочно продемонстрував функціональну відмінність між передніми (руховими) і задніми (чуттєвими) корінцями спинного мозку.
На основі спостережень відсутності крові у лівих відділах серця забитих тварин і загиблих гладіаторів, а також у виявлених ним під час анатомування трупів недоношених немовлят отвору у міжшлунковому перепоні створив першу в історії фізіології теорію кровообігу, за якою, як стверджував Гален, артеріальна і венозна кров різні за природою рідини. Причому перша, артеріальна, «розносить рух, тепло і життя», а друга, венозна, покликана «живити органи». Ця концепція надовго пережила автора, проіснувавши аж до відкриттів Андреаса Везалія та Вільяма Гарвея.
Уявлення Галена про перебіг фізіологічних процесів були тісно пов'язаними із його релігійними переконаннями. Він твердо вірив в існування «пневми» — духа або «дихання життя», вважав що усе на землі оточене пневмою. Під час дихання пневма наповнює організм людини. В печінці пневма стає «природним духом», в серці змішується зі «світовим духом» і стає «духом життєвим» (лат. spiritus vitalis); у головному мозку вона потрапляє у «чудесну мережу» (лат. rete mirabile), де стає «душевним духом» (лат. spiritus animalis) і далі розподіляється по нервах, які Гален вважав порожніми судинами. Смерть людини настає тоді, коли зупиняється дихання і пневма більше не наповнює її тіло.
Клавдій Гален дотримувався і розвинув вчення Гіппократа про чотири рідини, які циркулюють в організмі (в сучасній фізіології — вчення про механізм гуморальної регуляції життєво важливих процесів в організмі). Цим чотирьом рідинам, на думку Галена, відповідають чотири типи темпераменту: крові — сангвінік, флегмі — флегматик, чорній жовчі — меланхолік, жовтій жовчі — холерик. Крім того Гален поставив у відповідність кожній із фізіологічних рідин природні стихії: землю, повітря, вогонь і воду.
Гален також поклав початок фармакології. Досі «галеновими препаратами» називають настоянки та мазі, приготовані певними способами. Він систематизував уявлення античної медицини у вигляді єдиного вчення, що залишалося теоретичною основою медицини фактично до завершення Середньовіччя.

## Наукові праці
Гален — автор величезного числа праць (загалом близько 300) з філософії, медицини і фармакології. Зібрання його творів, які збереглися до нашого часу, перевищують за обсягом праці усіх його попередників. Особливо авторитетною в Середні віки, аж до XVI століття, вважалася праця «Метод лікування» (лат. De methodo medendi), відома також як «Велика наука» (лат. Ars magna або грец. Μέγα τέχνη).
Внесок у розвиток сучасної медицини внесли трактати Галена з анатомії, фізіології, гігієни та патології. Зазвичай на них посилаються за виданням К. Кюна у 22 томах, яке друкувалося впродовж 1821—1833 років. До цієї бібліотеки увійшли 122 праці, хоча пізніше дослідники виявили нові роботи Галена в арабських перекладах 9-10 століть.
- Праці з анатомії і фізіології

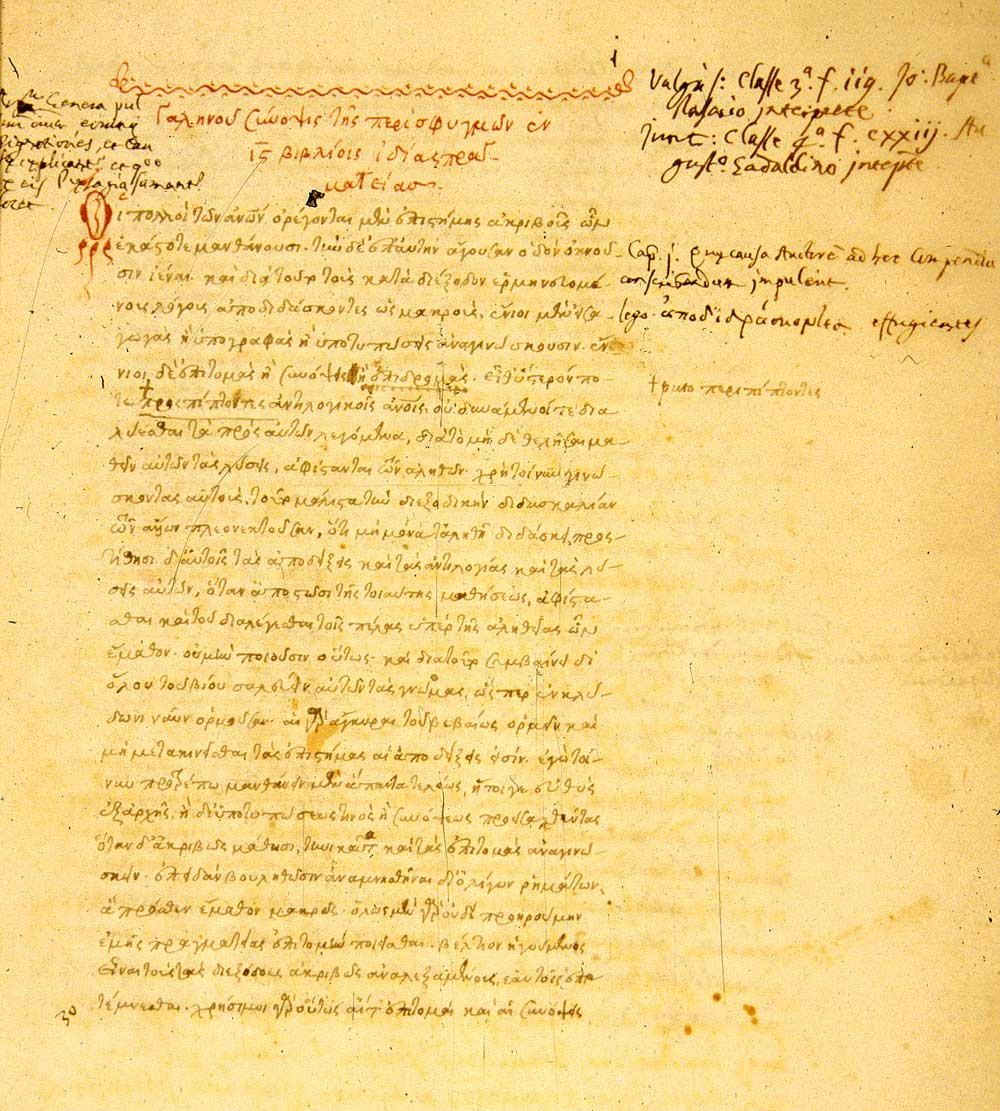
Манускрипт роботи Клавдія Галена «De pulsibus», Венеція, близько 1550 року

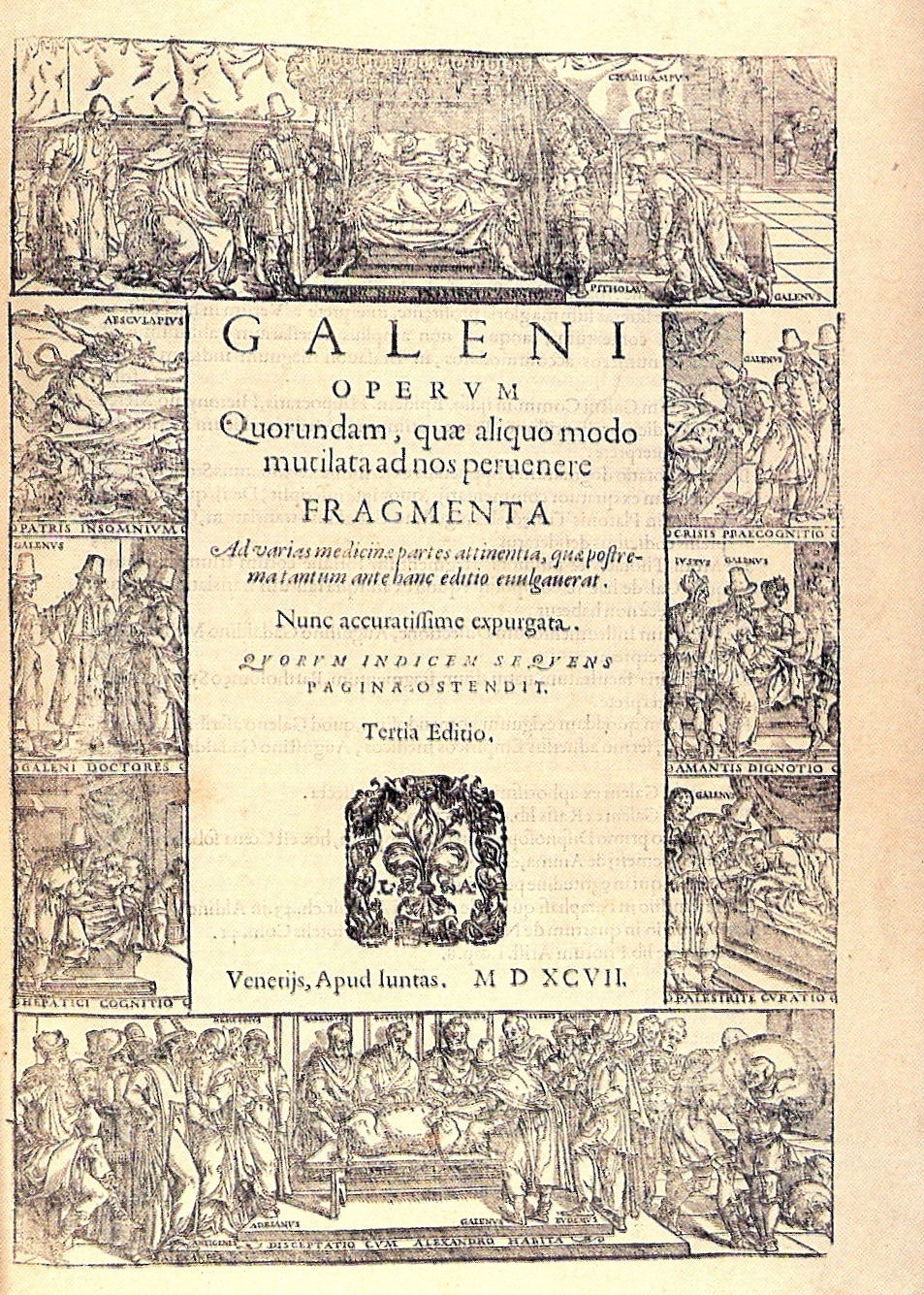
Манускрипт роботи Клавдія Галена «Opera omnia», Венеція, 1547 рік

Galenou Apanta, 1538

  - 1. грец. Περὶ Κράεων, лат. De Temperamentis, en tres llibres, Про правильні співвідношення, в трьох книгах
  - 2. Περὶ Μελαίνης Χολῆς, De Atra Bile, Про темну жовч
  - 3. Περὶ ?υνάμεων Φυσικῶν, De Facultatibus Naturalibus, en tres llibres
  - 4. Περὶ Ἀνατομικῶν Ἐγχειρήσεων, De Anatomicis Administrationibus
  - 5. Περὶ Ὀστῶν τοῖς Εἰσαγομένοις, De Ossibus ad Tirones
  - 6. Περὶ Φλεβῶν καὶ Ἀρτηριῶν Ἀνατομῆς, De Venarum et Arteriarum Dissectione
  - 7. Περὶ Νεύρων Ἀνατομῆς, De Nervorum Dissectione
  - 8. Περὶ Μυῶν Ἀνατομῆς, De Musculorum Dissectione
  - 9. Περὶ Μήτρας Ἀνατυμῆς, De Uteri Dissectione
  - 10. Εἰ κατὰ Φύσιν ἐν Ἀρτηριαις Αἷμα περιέχεται, An in Arteriis secundum Naturam Sanguis contineatur
  - 11. Περὶ Μυῶν Κινήσεως, De Musculorum Motu
  - 12. Περὶ Σπέρματος, De Semine
  - 13. Περὶ Χρείας τῶν ἐν Ἀνθρώπον Σώματι Μορίων, De Usu Partium Corporis Humani, en 17 llibres
  - 14. Περὶ Ὀσφρήσεως Ὀργάνου, De Odoratus Instrumento
  - 15. Περὶ Χρείας, Ἀναπνοῆς, De Usu Respirationis
  - 16. Περὶ Χρείας Σφυγμῶν, De Usu Puluum
  - 17. Ὅτι τὰ τῆς Ψυχῆς Ἤθη ταῖς τοῦ Σὥματος Κράσεσιν ἕπεται, Quod Animi Mores Corporis Temperamenta sequantur
  - 18. Περὶ Κυουμένων Διαπλάσεως, De Foetuum Formatione
  - 19. Εἰ Ζῶον τὸ κατὰ Γαστρύς, An Animal sit, quod est in Utero (probablement espuri)
  - 20. De Anatomia Virorum (probablement espuri)
  - 21. De Compagine Membrorum, sive De Natura I Humana (probablement espuri)
  - 22. De Natura et Ordine cujuslibet Corporis (probablement espuri).
  - 23. De Molibus Manifestis et Obscuris (no escrit per ell, només compilat dels seus escrits)
  - 24. Περὶ Χυμῶν, De Humoribus (probablement espuri)
- Праці з дієтології і гігієни
  - 25. Περὶ Ἀρίστης Κατασκευῆς τοῦ Σώυατος ἡμῶν, De Optima Corporis nostri Constitutione
  - 26. Περὶ Εὐεξίας, De Bono Habitu
  - 27. Πότερον Ἰατρικῆς, ἢ Γυμναστικῆς ἐστι τὸ Ὑγιεινόν, Utrum Medicinae sit, vel Gymnastices Hygieine
  - 28. De Attenuante Victus Ratione
  - 29. Ὑγιεινά, De Sanitate Tuenda (vol. vi.).
  - 30. Περὶ Τροφῶν Δυνάμεως, De Alimentorum Facultatibus
  - 31. Περὶ Εὐχυμίας καὶ Κακοχυμίας Τροφῶν, De Probis et Pravis Alimentornum Succis
  - 32. Περὶ Πτισάνης, De Ptisana
  - 33. Περὶ τοῦ διὰ Μικρᾶς Σφαίρας Γυμνασίου, De Parvae Pilae Exercitio
  - 34. De Dissolutione Continua, sive De Alimentorum Facultatibus
- Праці з патології
  - 35. Περὶ Ἀνωμάλου Δυσκρασίας, De Inaequali Intemperie
  - 36. Περὶ Δυσπνοίας, De Difficili Respiratione
  - 37. Περὶ Πλήθους, De Plenitudine
  - 38. Περὶ τῶν παρὰ Φύσιν Ὄγκων, De Tumoribus praeter Naturam
  - 39. Περὶ Τρόμου, καὶ Παλμοῦ, καὶ Σπασμοῦ, καὶ Ῥίγους, De Tremore, Palpitatione, Convulsione, et Rigore
  - 40. Περὶ τῶν Ὅλου τοῦ Νοσήματος Καιρῶν, De Totius Morbi Temporibus (dubtós)
- Праці з діагностики
  - 41. Περὶ τῶν Περονθότων Τόπων, De Locis Affectis, en sis llibres, sovint anomenat Διαγνωστική, Diagnostica.
  - 42. Περὶ Διαφορᾶς Πυρετῶν, De Differentiis Febrium
  - 43. Περὶ τῶν ἐν ταῖς Νόσοις Καιρῶν, De Morborum Temporibus
  - 44. Περὶ τῶν Σφυγμῶν τοῖς Εἰσαγομένοις, De Pulsibus ad Tirones
  - 45. Περὶ Διαφορᾶς Σφυγμῶν, De Differcntia Pulsuum
  - 46. Περὶ Διαγνώσεως Σφυγμῶν, De Dignoscendis Pulsibus
  - 47. Περὶ τῶν ἐν τοοῖς Σφυγμοῖς αἰτίων, De Causis Pulsuum
  - 48. Περὶ Προγνώσεως Σφυγμῶν, De Praesagitione ex Pulsibus
  - 49. Σύνοψις περὶ Σφυγμῶν Ἰδίας Πραγματείας, Synopsis Librorum suorum de Pulsibus
  - 50. Περὶ Κρισίμων Ἡμερῶν, De Criticis Diebus (vel Decretoriis)
  - 51. Περὶ Κρίσεων, De Crisibus
  - 52. De Causis Procatarcticis
  - 53. Περὶ Διαφορᾶς Νοσημάτων, De Differentia Morborunm
  - 54. Περὶ τῶν ἐν τοῖς Νοσήμασιν Αἰτίων, De Morbrum Causis
  - 55. Περί Σνμπτωμάτων Διαφοπᾶς, De Symptomatum Differentia
  - 56. Περὶ Αἰτίων Σνμπτωμάτων, De Causis Symptomatum, en tres llibres
  - 57. Πῶς Δεῖ Ἐξελέγχειν τοὺς Προσποιουμένους Νοσεῖν, Quomodo sint Deprehendendi Morbum Simulantes
  - 58. Περὶ τῆς ἐξ Ἐνυπνιων Διαγνώσεως, De Dignotione ex Insomniis
  - 59. Περὶ τοῦ Προγινώσκειν πρὸς Ἐπιγένην, De Praenotione ad Epigenem (sive Posthumum)
  - 60. Περὶ τύπων, De Typis (dubtós)
  - 61. Πρὸς τοὺς περὶ Τύπων Γράψαντας, ἢ περὶ Περίοδων, Adversus eos qui de Typis scripserunt, vel de Periodis (dubtós)
  - 62. Περὶ Προγνώσεως, De Praenotione (espuri)
  - 63. Πρόγνωσις Πεπειραμένη καὶ Παναλήθης, Praesagitio Experta et omnino Vera (espuri)
  - 64. Περὶ Κατακλίσεως Προγνωστικὰ ἐκ τῆς Μαθηματικῆς Ἐπιστήμης, Prognostica de Decubitu ex Mathematica Scientia (espuri)
  - 65. Περὶ Οὔρων, De Urinis (dubtós)
  - 66. Περὶ Οὔρων ἐν Συντόμῳ, De Urinis Compendium (espuri)
  - 67. Περὶ Οὔρων ἐκ τῶν Ἱπποκράτους καὶ Γαληνοῦ, καὶ ἅλλων τινῶν, De Urinis ex Hippoerate, Galeno, et aliis quibusdam
  - 68. Περὶ Σφυγμῶν πρὸς Ἀντώνιον, De Pulsibus ad Antonium (espuri)
  - 69. Compendium Pulsuum (espuri)
- Праці з фармакології
  - 70. Περὶ Κράσεως καὶ Δυνάμεως τῶν Ἁπλῶν Φαρμάκων, De Temperamentis et Facultatibus Simplicium Medicamentorum, en 11 llibres
  - 71. Περὶ Συνθέσεως, Φαρμάκων τῶν κατὰ Τόπονς, De Compositione Medicamentorum secundum Locos
  - 72. Περὶ Συνθέσεως Φαρμάκων τῶν κατὰ Γένη, De Compositione Medicamentorum secundum Genera
  - 73. Περὶ Ἀντιδότων, De Astidotis
  - 74. Περὶ Εὐπορίστων, De Remediis facile Parabilibus
  - 75. Περὶ τῆς Θηριακῆς πρὸς Πίσωνα, De Theriaca ad Pisonen
  - 76. Περὶ τῆς Θηριακῆς πρὸς Παμφιλιανόν, De Theriaca ad Pamphilianum
  - 77. Liber Secretorum ad Monteum (espuri).
  - 78. De Medicinis Expertis (espuri).
  - 79. Περὶ Μέτρων καὶ Σταθμῶν Διδασκαλία, De Ponderibus et Mensuris Doctrina (espuri).
  - 80. Περὶ Ἀντεμβαλλομένων, De Succedancis (espuri)
  - 81. De Simplicibus Medicamentis ad Paternainum (espuri)
  - 82. De Plantis (espuri).
  - 83. De Virtute Centaureae (espuri).
  - 84. De Clysteribus (espuri)
  - 85. De Catharticis (espuri)
- Праці з терапії та хірургії
  - 86. Θεραπευτικὴ Μέθοδος, Medendi Methodus
  - 87. Τὰ πρὸς Γλαύκωνα Θεραπευτικα, Ad Glauconem de Medendi Methodo
  - 88. Περὶ Φλεβοτομίας πρὸς Ἐρασίστρατον, De Venae Sectione, adversus Erasistratum
  - 89. Περὶ Φλεβοτομίας πρὸς Ἐρασιστρατείους τοὺς ἐν ?ώμῃ, De Venae Sectione adversus Erasistrateos Romae degentes
  - 90. Περὶ Φλεβοτομίας Θεραπευτικὸν Βιβλιον, De Curandi Ratione per Venae Sectionem
  - 91. Περὶ Μαρασμοῦ, De Marasmo
  - 92. Τῷ Ἐπιληπτικῷ Παιδὶ Ὑποθήκη, Pro Puero Epileptico Consilium
  - 93. Περὶ Βδελλῶν, Ἀντισπάσεως, Σικύας, Ἐγχαράξεως, καὶ Κατασχασμοῦ, De Hirudinibus, Revulsione, Cucurbitula, Incisione et Scarificatione
  - 94. Περὶ τῆς τῶν Καθαιρόντων Φαρ?άκων, Δυνάμεως, De Purgantium Medicamentorum Facultate (dubtós)
  - 95. Περὶ τῶν Ἐπιδέσμων, De Fasciis (dubtós)
  - 96. Περὶ Φλεβοτομίας, De Venae Sectione (espuri)
  - 97. Περὶ τῆς τῶν ἐν Νεφροῖς Παθῶν Διαγνώσεως καὶ Θεραπείας, De Renum Affectuum Dignotione et Curatione (espuri).
  - 98. De Colico Dolore (espuri)
  - 99. Introductorius Liber Varias Morborum Curas complectens (espuri)
  - 100. De Cara Icteri (espuri)
  - 101. Περὶ Μελαγχολίας ἐκ τῶν Γαληνοῦ, καὶ ?ούφου, καὶ ἄλλων τινῶν, De Melancholia ex Galeno, Rufo, et aliis quibusdam
  - 102. De Oculis (espuri)
  - 103. De Gynaeceis, o. De Passionibus Mulierum (espuri)
  - 104. De Cura Lapidis (espuri)
  - 105. De Dynamsidiis (espuri)
  - 106. Τινας δεῖ ἐκκαθαίρειν, καὶ ποίοις καθαρτηρίοις, καὶ πότε, Quos quibus Catharticis Medicamentis, et quando purgare oporcut
- Коментарі до Гіпократа
  - 107. Ὅτι Ἄριστος Ἰατρός καὶ Φιλόσοφος, Quod Optimus Medicus sit quoque Philosophus
  - 108. Περὶ τῶν κα? Ἱπποκράτην Στοιχείων, De Elementis secundum Hippocratem 109. Τῶν Ἱπποκράτους Γλωσσῶν Ἐξήγησις, Hippocratis Dictionum Exoletarum Explicatio
  - 110. Περὶ Ἑπταμήνων Βρεφῶν, De Septimestri Partu
  - 111. Comentari sobre De Natura Hominis
  - 112. Sobre De Salubri Victus Ratione
  - 113. Sobre De Aëre, Aquis, et Locis
  - 114. Sobre De Alimento
  - 115. Sobre De Humeoribus
  - 116. Sobre el Prognosticon
  - 117. Sobre Draedictiones (o Prorrhetica)
  - 118. Sobre De Morbis Popularibus
  - 119. Sobre De Morbis Popularibus
  - 120. Sobre De Morbis Popularibus
  - 121. Sobre De Morbis Popularibus
  - 122. Sobre Aforismes d'Hipòcrates, en 7 llibres
  - 123. Πρὸς Λύκον, Adrersus Lycum
  - 124. Πρὸς τὰ Ἀντειπημένα τοῖς Ἱπποκράτους Ἀφοπισμοῖς ὑπὸ Ἰουλιανοῦ, Adversus ca quae a Juliano in Hipplocratis Aphorismuos dicla sunt
  - 125. Comentari sobre Hipòcrates, De Ratione Victus in Morbis Acutis
  - 126. On De Officina Medici
  - 127. On De Fracturis
  - 128. On De Articulis
  - 129. Περὶ τοῦ παῤ Ἱπποκράτει Κώματος, De Comate secundum Hippocratem (dubtós)
  - 130. Περὶ τῆς κατὰ τὸν Ἱπποκράτην Διαίτης ἐπὶ τῶν Ὀξέων Νοσημάτων, De Victus Ratione in Merbis Acutis secundum Hippocratem (dubtós)
- Інші праці
  - 131. Περὶ Αἱρέσεων τοῖς Εἰσαγομένοις, De Sectis ad Tirones, or ad eos qui introducuntur
  - 132. Πρὸς Θρασύβουλον περὶ Ἀρίστης Αἱρέσεως, De Optima Secta ad Thraybulum
  - 133. Περὶ Ἀρίστης Διδασκαλίας, De Optima Doctrina
  - 134. Περὶ τῶν παρὰ τὴν Λέξιν Σωφισμάτων, De Sophismatibus (vel Captionibus) penes Dictionem
  - 135. Προτρεπτικὸς Λόγος ἐπὶ τὰς Τέχνας, Oratio Suasoria ad Artes
  - 136. Πρὸς Πατρόφιλον περὶ Συστάσεως Ἰατρικῆς, De Constitutione Artis Medicae ad Palrophilum
  - 137. Περὶ τῶν Ἱπποκράτους καὶ Πλάτωνος Δογμάτων, De Hippocratis et Platonis Decretis
  - 138. Τέχνη Ἰατρική, Ars Medica
  - 139. Περὶ τῶν Ἰδίων Βιβλιων, De Libris Propriis
  - 140. Περὶ τῆς Τάξεως τῶν Ἰδιων Βιβλίων, De Ordine Librorum Propriorum
  - 141. Περὶ Διαγνώσεως καὶ Θεραπείας τῶν ἐν τῇ ἑκάστου Ψυχῇ Ἰδίων Παθῶν, De Dignotione et Curatione Propriorum cujusque Anims Affectuum
  - 142. Περὶ Διαγνώσεως καὶ Θεραπείας τῶν ἐν τῇ ἑκάστον Ψυχῇ Ἁμαρτημάτων, De Dignotione et Curatione cujusque Animi Peccatorum
  - 143. Εἰσαγωγὴ, ἢ Ἰτρός, Introduclio, seu Medicus
  - 144. De Subfiguratione Empirica
  - 145. Περὶ Ἐθῶν, De Consuetudinibus
  - 146. Περὶ Φιλοσόφου Ἱστορίας, De Historia Philosophica.
  - 147. Ὅροι Ἰατρικοί, Definitiones Medicae
  - 148. De Partibus Artis Medicae
  - 149. Ὅτι αἱ Ποιότητες Ἀσώματοι, Quod Qualitates Incorporeae sint